# Tupigny
Tupigny – miejscowość i gmina we Francji, w regionie Hauts-de-France, w departamencie Aisne.
Według danych na styczeń 2014 roku gminę zamieszkiwały 364 osoby, a gęstość zaludnienia wynosiła 28,3 osób/km².